# Institut Polonicus

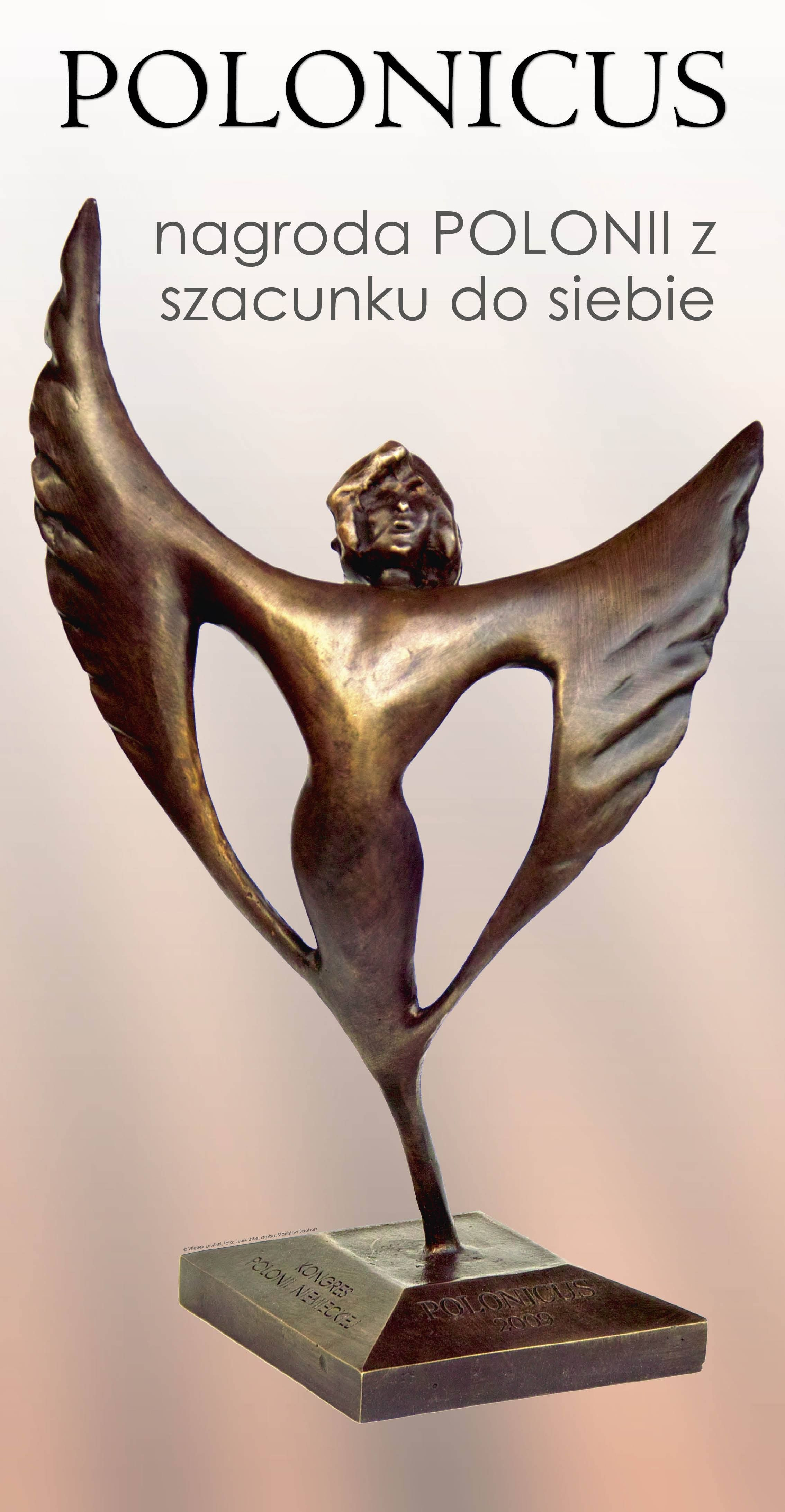
Figur „Polonicus“

Das Europäische Institut für Kultur und Medien Polonicus VoG wurde 2011 gegründet und ist in Belgien mit Sitz in Aachen registriert. Der gemeinnützige Verein gründet seine Arbeit auf den christlichen und humanistischen Werten der europäischen Kultur. Sein Hauptanliegen ist die Verleihung der jährlichen Polonicus-Preise während einer Gala-Veranstaltung. Das Ziel des Instituts ist die Förderung der europäischen Integration, insbesondere die Verbreitung der polnischen Kultur in der Europäischen Union durch Projekte und Veranstaltungen, wie z. B.: Workshops, Symposien, Konzerte, touristische Angebote und kulturelle Veranstaltungen. Darüber hinaus fördert das Institut die Zusammenarbeit zwischen den Polen in den Regionen der Europäischen Union.

## Polonicus-Preis
Der Polonicus-Preis als die höchste Auszeichnung der europäischen Polonia wurde initiiert von Wiesław Lewicki, dem Protagonist in der polnischen Gemeinschaft in Deutschland, Präsident des Europäischen Instituts für Kultur und Medien Polonicus VoG.
Die Maxime des Polonicus-Preises spiegelt eine alte Wahrheit wider: Ut honoremur ab aliis, ipsi nos honoremus (Lasst uns einander respektieren und wir werden respektiert werden).
Die Inauguration des Polonicus-Preises fand im Rahmen der Feierlichkeiten zum Tag der Polen am 2. Mai 2009 am Dreiländereck Vaals bei Aachen statt. Seit 2010 wird der Preis während der jährlichen Gala der Polonia verliehen, die anlässlich des Europäischen Tages der Polonia im Krönungssaal des Aachener Rathauses stattfindet.
Der Preis wird  an Personen verliehen, die europäische Integration fördern und an der Schaffung eines positiven Erscheinungsbildes der Polen in der Welt mitwirken.

## Förderer der Auszeichnung Polonicus
Die institutionelle Betreuung des Polonicus-Preises erfolgte zunächst durch den Polnischer Kongress in Deutschland e.V.  und den Konvent der polnischen Organisationen in Deutschland Seit 2012 hat der Preis einen europäischen Charakter und steht unter der Schirmherrschaft der  Europäischen Union der polnischen Gemeinschaften.
Die Schirmherrschaft über die ersten beiden Ausgaben des Polonicus-Preises hatte Marek Prawda, Botschafter der Republik Polen in Berlin. In den Jahren 2011 bis 2020 übte Bogdan Borusewicz, Senatsmarschall der Republik Polen die Schirmherrschaft aus, um sie im Jahr 2021 an den neuen Senatsmarschall Tomasz Grodzki weiterzugeben.

## Die Statuette Polonicus
Die Figur Polonicus stellt eine in Bronze gegossene beflügelte Gestalt dar. Der Entwurf stammt vom Stanisław Szroborz, dem Gewinner des im Jahre 2008 ausgerufenen Wettbewerbs. Der Sockel der Statuette, ebenfalls ursprünglich aus Bronze, ist heute aus Marmor gefertigt. Zu der Statuette wird eine Urkunde überreicht.

## Preisverleihung

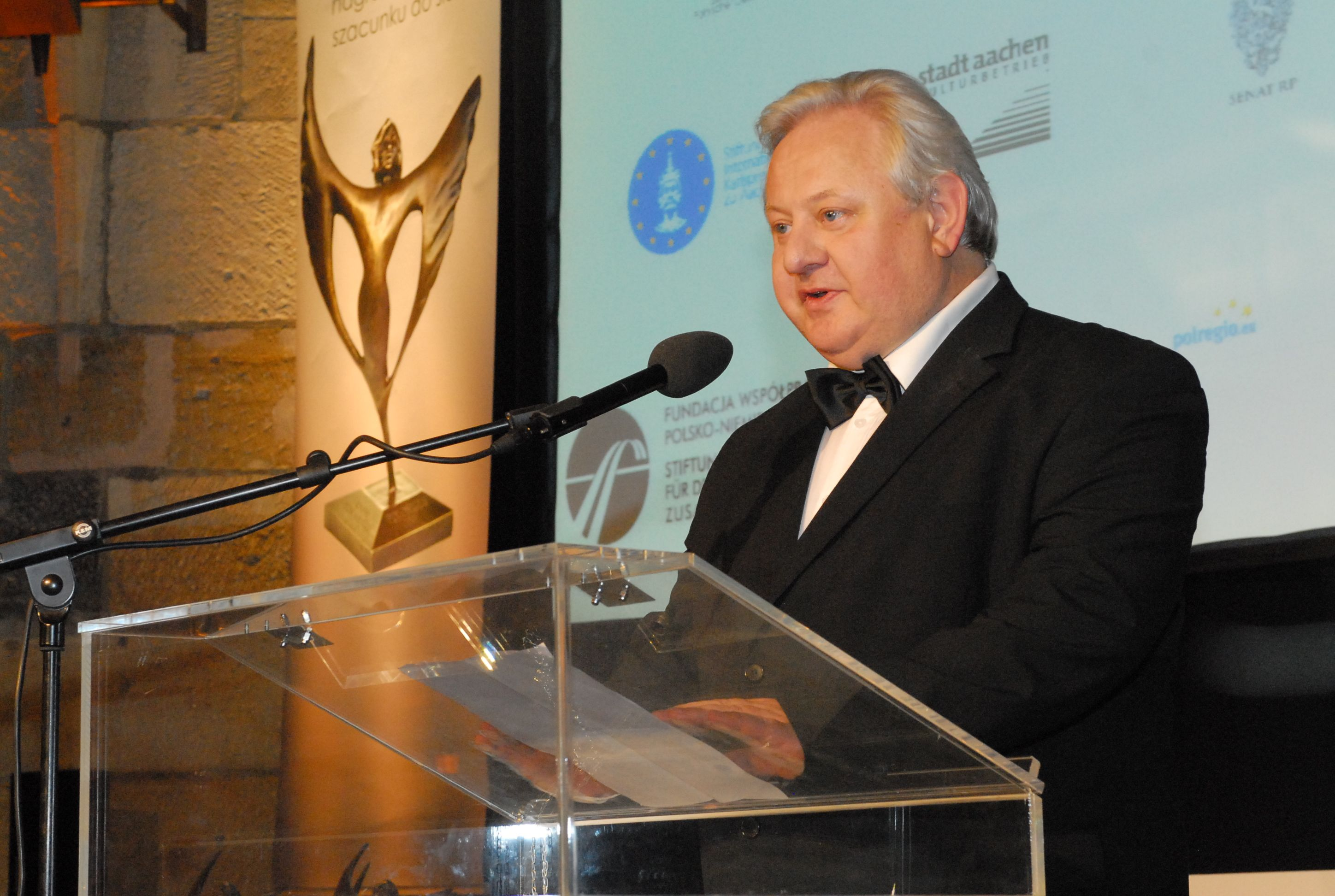
Präsident des Instituts Wiesław Lewicki

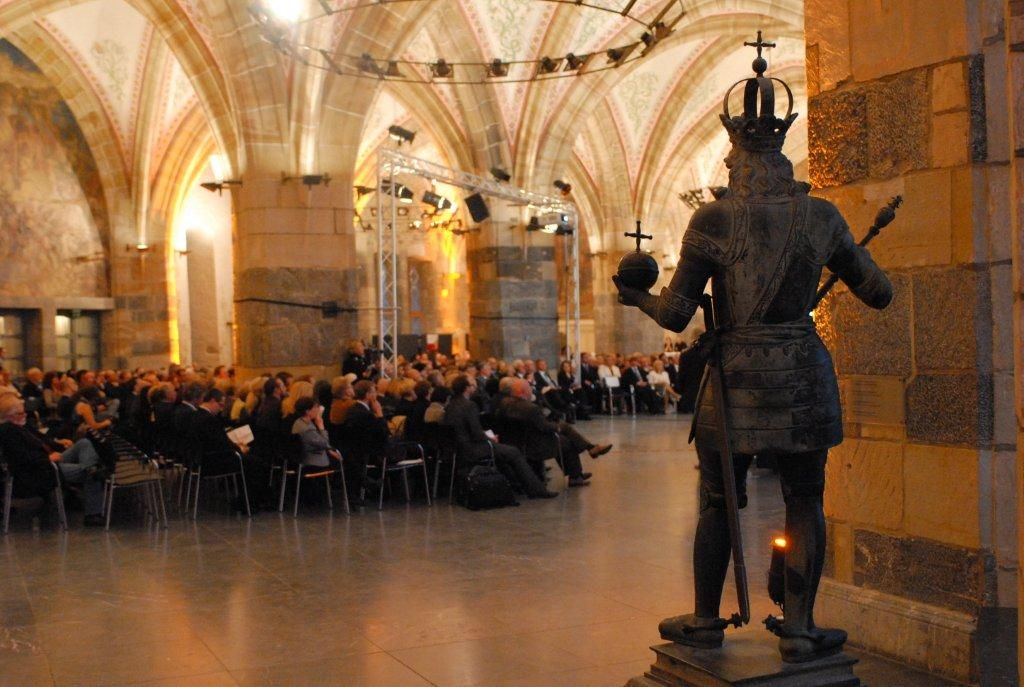
Krönungssaal im Aachener Rathaus

Der Preis wird von einer fünfköpfigen Jury vergeben. Sie besteht aus der Vertreter des Institutes Polonicus, des Senats der Republik Polen, des Sekretariats der Europäischen Union der polnischen Gemeinschaften,  sowie der polnischen Organisationen in Europa.
Den Vorsitz der Jury hat der Präsident des Institutes für Kultur und Medien Polonicus VoG inne.

## Kategorien
Es sind vier Kategorien vorgesehen.
- Kultur: Der Preis in dieser Kategorie wird an bedeutende Künstler sowie Personen verliehen, die die polnische Kultur aktiv fördern.
- Polnische Organisation: Ausgezeichnet werden Personen, die aktiv in den polnischen Organisationen wirken und sie fördern.
- Deutsch-polnischer Dialog: Der Preis wird an Personen verliehen, die sich für die Entwicklung der deutsch-polnischen Zusammenarbeit einsetzen, und die Annäherung der beiden Nationen sowie deren Dialog bestärken.
- Ehrenpreis: Gewürdigt werden Personen, die durch ihre Tätigkeit bedeutende Erfolge im Bereich des wirtschaftlichen, kulturellen, wissenschaftlichen, politischen oder sozialen Lebens erzielt haben; Personen, die sich durch ihre Aktivität, Initiative und Ideenreichtum ausgezeichnet haben.

## Die Gewinner

### Polonia Festival 2009
- Kultur: Tomasz Glanc, Komponist und Musiker aus Montabaour
- Polnisch-deutscher Dialog: Olaf Müller, Leiter Kulturbetrieb der Stadt Aachen
- Polnische Organisationen: Paulina Lemke, Aktivist ZPwN „Zgoda“, Künstlerin und Malerin aus Düsseldorf
- Ehrenpreis: Steffen Möller, Schauspieler und Autor des Buches „Viva Polonia“ aus Wuppertal

### Gala der Polonia 2010
- Kultur: Zofia Wislocka, Dirigentin und Komponistin
- Polnisch-deutscher Dialog: Władysław Bartoszewski, Historiker, Politiker, Journalist, Schriftsteller
- Polnische Organisationen: Piotr Małoszewski, Vorsitzender des Christlichen Zentrums für Pflege der polnischen Kultur, Tradition und polnischer Sprache in Deutschland
- Ehrenpreis: Jerzy Buzek, Vorsitzender des Europäischen Parlaments in den Jahren 2010–2012[6]

### Gala der Polonia 2011
- Kultur: Karl Dedecius, Übersetzer und Herausgeber polnischer Literatur
- Polnisch-deutscher Dialog: Cornelia Pieper, Staatsministerin beim Bundesminister des Auswärtigen Amts
- Polnische Organisationen: Władysław Pisarek, Vize-Vorsitzender des Bundes der Polen in Deutschland „Rodło“
- Ehrenpreis: Norman Davies, Historiker

### Gala der Polonia 2012
- Kultur: Krystyna Janda, Schauspielerin[10]
- Polnisch-deutscher Dialog: Angelica Schwall-Düren, Ministerin für Bundesangelegenheiten, Europa und Medien des Landes NRW
- Polnische Organisationen: Helena Miziniak, Ehrenpräsidentin der Europäischen Union der polnischen Gemeinschaften
- Ehrenpreis: Alfons Nossol, Erzbischof Senior der Diözese Oppeln[11]

### Gala der Polonia 2013
- Kultur: Władysław Miodunka, Leiter des Lehrstuhles für Polnisch als Fremdsprache an der Jagiellonen-Universität in Krakau[14][15]
- Polnisch-deutscher Dialog: Basil Kerski, Direktor des Europäischen Solidarność-Zentrums in Danzig, Chefredakteur des polnisch-deutschen Magazins „Dialog“
- Polnische Organisationen: Maria und Czesław Gołębiewski, die Gründer des Kultur-Restaurants „Gdanska“, Verbreiter der polnischen und deutschen Kultur in Oberhausen
- Ehrenpreis: Andrzej Wajda, Filmregisseur, Oscarpreisträger[16]

### Gala der Polonia 2014
- Kultur: Barbara Borys-Damięcka, Senatorin der Republik Polen, für langjährige Bereicherung des Kulturlebens der Polonia in Europa
- Polnisch-europäischer Dialog: Róża Maria Fürstin von Thun und Hohenstein, Abgeordnete des Europäischen Parlaments, für ihren Beitrag zum europäischen Dialog und Föderalismus
- Polnische Organisationen: Andżelika Borys – Vorsitzende des Rates des Bundes der Polen in Weißrussland, für ihr Engagement für das Organisationsleben der Polen in Osteuropa
- Ehrenpreis: „Stowarzyszenie Wspólnota Polska“ (Vereinigung Polnische Gemeinschaften) vertreten durch den Vorsitzenden Longin Komołowski – für langjährige Förderung der polnischen Diaspora in den europäischen Ländern

### Gala der Polonia 2015
- Kultur: Jan Miodek, Leiter des Instituts der Polnischen Philologie an der Universität Wrocław für die Dynamik der Verbreitung der polnischen Sprache unter der weltweiten Polonia
- Polnisch-deutscher Dialog: Gesine Schwan, langjährige Präsidentin der Europa-Universität Viadrina für ihr Engagement für den deutsch-polnischen Dialog in Europa
- Polnische Organisationen: Prälat Stanisław Budyń, Rektor der Polnischen Katholischen Mission in Deutschland für seinen Beitrag zum geistigen Leben der Polen und zur Unterstützung von Polonia-Organisationen in Deutschland und Europa
- Ehrenpreis: Der Fernsehsender TVP Polonia für seinen medialen Einsatz für Polonia und die im Ausland lebenden Polen. Der Preis wurde dem Vorstandsvorsitzenden der Gesellschaft Telewizja Polska S.A. Juliusz Braun überreicht

### Gala der Polonia 2016
- Kultur: Czesław Mozil, Musiker und Komponist, für seinen besonderen Beitrag zur Verbreitung der polnischen Kultur in Europa
- Polnisch-deutscher Dialog: Thorsten Klute, Staatssekretär in der Regierung der Nordrhein-Westfalen, für sein besonderes Engagement in der Völkerverständigung
- Polnische Organisationen: Polonica e.V. in  Köln, zu Händen des Vorsitzenden Zbigniew Kossak von Główczewski, für die jährliche Veranstaltung des Rock&Chanson-Festivals Köln-Breslau-Paris
- Ehrenpreis: Leszek Balcerowicz, für seine marktwirtschaftlichen Veränderungen in Polen sowie für die Festigung der Zivilgesellschaft in Polen und Europa

### Gala der Polonia 2017
- Kultur: Agnieszka Holland, Filmregisseurin und Drehbuchautorin, Gewinnerin des Silbernen Löwen auf der Berlinale 2017
- Deutsch-polnischer Dialog: Werner Jostmeier MdL, Vorsitzender der Parlamentariergruppe Polen im Landtag von Nordrhein-Westfalen
- Polnische Organisationen: Aldona Głowacka-Silberner, Vorsitzende des Verbindungsbüros der Polnischen Organisationen in Hannover und Niedersachsen
- Ehrenpreis: Lech Wałęsa, Präsident der Republik Polen a. D., der erste Vorsitzende der Gewerkschaft Solidarität, Friedensnobelpreisträger

### Gala der Polonia 2018
- Kultur: Jerzy Owsiak, Wohltätigkeitsaktivist, Gründer der Stiftung Großes Orchester der Weihnachtshilfe
- Deutsch-Polnischer Dialog: Prof. Dr. Rita Süssmuth, Bundestagspräsidentin a. D., seit 2006 Präsidentin des Deutschen Polen-Instituts in Darmstadt
- Polnische Organisationen: Róża und Benedykt Frąckiewicz, Musiker, Animateure des Kulturlebens der polnischen Gemeinschaft, Förderer der polnische Chöre in Deutschland
- Ehrenpreis: Donald Tusk, Präsident des Europäischen Rates, Premierminister der Republik Polen

### Gala der Polonia 2019
- Kultur: Grażyna Słomka, polnische Aktivistin, Filmwissenschaftlerin, Regisseurin und Journalistin
- Polnisch-deutscher Dialog: Dr. Marek Prawda, Soziologe und Diplomat, seit 2016 ständiger Vertreter der Europäischen Union in Polen
- Polnische Organisationen: Marcel Philipp, Oberbürgermeister der Stadt Aachen, deutscher CDU-Politiker, Mitglied der Karlspreis-Stiftung
- Ehrenpreis: Prof. Dr. Henryk Muszyński, emeritierter Erzbischof und Metropolit von Gniezno, emeritierter Primas von Polen.

### Gala der Polonia 2020/2021
Ehrenpreis: Armin Laschet, Parteivorsitzender der CDU, Ministerpräsident des Landes Nordrhein-Westfalen
Spezialpreis: Senat der Republik Polen, vertreten von Senatsmarschall prof. Tomasz Grodzki
Polnische Organisationen: Ferdynand Domaradzki, Vorsitzender des Landesverbands Polnischer Rat e.V.
Kultur: Olga Tokarczuk, Schriftstellerin, Nobelpreisträgerin für das Jahr 2018